# Litoria bicolor
Litoria bicolor – gatunek płaza bezogonowego z podrodziny Pelodryadinae w rodzinie rzekotkowatych (Hylidae).

## Nazwa
Epitet gatunkowy bicolor oznacza „dwubarwny”.

## Występowanie
Płaz ten występuje na północnym wybrzeżu Australii.